# Березняки (городской округ Лотошино)
Березняки — деревня в Лотошинском районе Московской области России.
Относится к Ошейкинскому сельскому поселению, до реформы 2006 года относилась к Ушаковскому сельскому округу. По данным Всероссийской переписи 2010 года и данным на 2006 год в деревне не было зарегистрировано постоянного населения.

## География
На карте Московской губернии Шуберта 1860 года место расположения деревни обозначено как скотный двор Березникова. Находится примерно в 4 км к юго-востоку от районного центра — посёлка городского типа Лотошино. Ближайший населённый пункт — деревня Орешково.

## Население
| 2002 | 2006 | 2010 |
| ---- | ---- | ---- |
| 0    | →0   | →0   |